# Laurentine Milebo
Laurentine Milebo (auch: Milébo, geb. 29. März 1952, Pointe-Noire, Französisch-Äquatorialafrika; gest. 17. August 2015, Saint-Rémy-l’Honoré, Yvelines, Frankreich) war eine franco-kongolesische Schauspielerin.

## Leben
Laurentine Milebo wurde am 29. März 1952 in Pointe-Noire im damaligen Französisch-Äquatorialafrika geboren. Sie begann ihre Karriere als Comédienne in einem Amateur-Theater in der Republik Kongo.
1976 zog sie nach Frankreich. Sie war Mitglied eines kongolesischen Chores in Paris und tanzte im Ballett Lemba. Sie erhielt ihre erste Rolle in einem Kinofilm in Black Mic-Mac 2. In der Folge spielte sie unter anderem in Gauner gegen Gauner (Ripoux contre ripoux) von Claude Zidi, L.627 von Bertrand Tavernier und Elisa von Jean Becker.
Später wurde sie Schauspielerin für den beninischen Filmemacher Jean Odoutan, der ihr die Hauptrolle in seinem ersten Langfilm Barbecue-Pejo gab. Durch ihre Leistung dort errang sie den Preis Air Afrique des Festivals von Mailand und den Preis für die beste Comedienne des Festival du Cinéma africain de Khouribga. Sie spielte dann in zwei anderen Filmen von Jean Odoutan mit: Djib und Mama Aloko.
2001 wurde sie durch ihre Rolle im Fernsehfilm Fatou la Malienne bekannt. In den 2010er Jahren trat sie insbesondere in den erfolgreichen Komödien Case Départ, Monsieur Claude und seine Töchter (Qu’est-ce qu’on a fait au Bon Dieu?), Amour sur place ou à emporter (Liebe vor Ort oder zum Mitnehmen) und French Women – Was Frauen wirklich wollen (Sous les jupes des filles – Unter den Mädchenröcken).
Laurentine Milebo verbrachte ihre letzten Jahre in Maurepas (Yvelines). Dort erlitt sie 2014 einen Herz-Kreislauf-Kollaps. Sie verstarb am 17. August 2015 im Krankenhaus von Saint-Rémy-l’Honoré.

### Familie
Laurentine Milebo hat fünf Kinder und zwölf Enkelkinder.

## Filmographie

### Kino
- 1988: Black Mic-Mac 2. Marco Pauly
- 1990: Ripoux contre ripoux. Claude Zidi
- 1991: Ma vie est un enfer. (Mein Leben ist die Hölle) Josiane Balasko
- 1992: L.627. Bertrand Tavernier
- 1995: Elisa. Jean Becker
- 1996: Les Bidochon. Serge Korber
- 1999: Barbecue-Pejo. Jean Odoutan
- 2000: Djib. Jean Odoutan
- 2001: Yamakasi, Ariel Zeitoun
- 2002: Mama Aloko. Jean Odoutan
- 2003: Filles uniques. (Nur Töchter) Pierre Jolivet
- 2005: Camping à la ferme. (Camping auf dem Bauernhof) Jean-Pierre Sinapi
- 2006: Le Grand Appartement. (Die große Wohnung) Pascal Thomas
- 2006: Après l’océan. (Nach dem Ozean) Éliane de Latour
- 2006: L’École pour tous. (Schule für alle) Éric Rochant
- 2008: La Rivale. Édouard Carrion; Ko-Autorin
- 2009: Tellement proches. (So nah) Olivier Nakache, Éric Toledano
- 2009: Micmacs – Uns gehört Paris! (Micmacs à tire-larigot) Jean-Pierre Jeunet
- 2009: King Guillaume. (König William) Pierre-François Martin-Laval
- 2009: Au voleur. (Der Dieb) Sarah Leonor
- 2011: Case départ. (Ausgangspunkt) Lionel Steketee, Fabrice Éboué, Thomas N’Gijol
- 2012: Ein besseres Leben. (Une vie meilleure) Cédric Kahn
- 2012: Au galop. (Im Galopp) Louis-Do de Lencquesaing
- 2014: Monsieur Claude und seine Töchter. Philippe de Chauveron
- 2014: Amour sur place ou à emporter. Amelle Chahbi
- 2014: Sous les jupes des filles. Audrey Dana
- 2014: Le Crocodile du Botswanga. (Das Krokodil von Botswanga) Lionel Steketee, Fabrice Éboué

### Fernsehen
- 1997: Le Rouge et le Noir. (Rot und Schwarz) Jean-Daniel Verhaeghe
- 1999: La Bascule. (Die Wippe) Marco Pico
- 2001: Fatou la Malienne. Daniel Vigne
- 2008: Le Monde est petit (Die Welt ist klein) Régis Musset
- 2010: Clandestin. (Heimlich) Arnaud Bedouët

### Synchronisation
- 2003: La Prophétie des grenouilles. (Die Prophezeiung der Frösche) Jacques-Rémy Girerd
- 2011: Le Chat du rabbin. (Die Katze des Rabbiners) Joann Sfar, Antoine Delesvaux